# Carver (månekrater)
Carver er et nedslagskrater på Månen. Det befinder sig på Månens bagside og er opkaldt efter den amerikanske botaniker George W. Carver (ca. 1864 – 1943).
7Navnet blev officielt tildelt af den Internationale Astronomiske Union (IAU) i 1970. 

## Omgivelser
Carverkrateret ligger ret øst for den bjergomgivne slette Van der Waals. Mod nordøst ligger Rosselandkrateret, og mod syd-sydøst ligger Kozyrevkrateret.

## Karakteristika
Trods nedslidning efter senere nedslag har den brede indre væg i dette krater bevaret nogle terrasser. Der ligger adskillige småkratere lang randens kant og på de indre vægge, men der er ikke nogen indskærende kratere af betydning. Carver ligger over den nord-nordøstlige rand det gamle, stærkt nedslidte "Carver M". Kraterbunden i Carver har en lille central top i midten og flere småkratere i den sydlige halvdel. Resten af bunden er uden særlige træk og har en diameter på omkring halvdelen af kraterets.

## Satellitkratere
De kratere, som kaldes satellitter, er små kratere beliggende i eller nær hovedkrateret. Deres dannelse er sædvanligvis sket uafhængigt af dette, men de får samme navn som hovedkrateret med tilføjelse af et stort bogstav. På kort over Månen er det en konvention at identificere dem ved at placere dette bogstav på den side af satellitkraterets midte, som ligger nærmest hovedkrateret. Carverkrateret har følgende satellitkratere:
| Carver | Længde  | Bredde   | Diameter |
| ------ | ------- | -------- | -------- |
| K      | 46,2° S | 128,5° Ø | 60 km    |
| L      | 45,2° S | 127,8° Ø | 33 km    |
| M      | 45,0° S | 126,8° Ø | 76 km    |